# Maria Montessori - Una vita per i bambini
Maria Montessori - Una vita per i bambini è una miniserie televisiva in due puntate andata in onda per la prima volta lunedì 28 e mercoledì 30 maggio 2007 su Canale 5. Per il successo ottenuto, la fiction risulta prima tra le più viste della stagione televisiva.

## Descrizione
La fiction, girata a Torino, narra la storia di Maria Montessori, famosa pedagogista italiana ideatrice del metodo che porta il suo nome, ancora oggi famoso e applicato in tutto il mondo. I riflettori sono puntati non solo sui continui successi professionali della prima dottoressa italiana in Medicina e Chirurgia, ma anche sulla sua spiacevole situazione privata: il paradosso di una donna che cresce ed educa migliaia di bambini con passione, ma non può occuparsi del suo.
Quello di Maria Montessori è uno dei pochi ruoli non comici interpretato da Paola Cortellesi in televisione. L'attrice, nota per i suoi spettacoli teatrali lodati da pubblico e critica, e per le sue parodie in "Mai dire...", si è detta entusiasta di questa opportunità. Inizialmente, il ruolo era stato scritto per Claudia Pandolfi, ma un'imprevista gravidanza dell'attrice ha fatto sì che la Cortellesi prendesse il suo posto. Le riprese sono durate nove settimane; ogni giorno, Paola Cortellesi si è dovuta sottoporre a due ore di trucco per vestire i panni di Maria Montessori.

## Trama
Roma, 1892. Maria Montessori (Paola Cortellesi), prima donna in Italia, inizia a frequentare la facoltà di Medicina e Chirurgia, sostenuta dai genitori, in particolare dalla madre Renilde (Giulia Lazzarini), che per tutta la sua vita rimane un punto di riferimento. Viene però accolta con freddezza dai colleghi maschi.
Proprio all'Università conoscerà Giuseppe Ferruccio Montesano (Massimo Poggio), l'uomo con cui avrà una travagliata relazione e anche un figlio, che non potrà crescere, costretta dall'aristocratica famiglia Montesano, per evitare scandali.

## Episodi

### Episodio 1
Contro la volontà paterna, ma con il sostegno della madre, Maria Montessori nel 1889 si iscrive alla Facoltà di Medicina suscitando scalpore tra gli studenti poiché è la prima donna a Roma ad iscriversi a quel corso di Laurea. Qui incontra un giovane ed aristocratico professore di Psichiatria, Giuseppe Ferruccio Montesano, e, affascinata dal suo progetto di recupero dei bambini orfani o ritardati chiusi nei manicomi, gli chiede di collaborare con lui. Questi, colpito dalla sua determinazione, alla fine, accetta. Nel corso della collaborazione, tra loro sboccia l'amore, solo che, per il timore di compromettere sia la credibilità del loro impegno scientifico sia il finanziamento statale per la creazione di una clinica specialistica per l'infanzia, Giuseppe Ferruccio Montesano le chiede di mantenere segreta la loro relazione.
Dopo la laurea Maria Montessori partecipa, con grande successo, ad un importante convegno di pediatria per convincere il Ministro a concedere a lei e Montesano il finanziamento per la clinica. Intanto, però, Maria Montessori scopre di essere incinta e ne parla a Giuseppe Ferruccio Montesano che, plagiato dalla madre, donna ricca ed aristocratica, calcolatrice e conformista, programma per lui il matrimonio con un'amica di famiglia. Giuseppe Ferruccio Montesano infatti promette a Maria Montessori di riconoscere il bambino e di dargli il suo cognome a patto che la sua nascita resti segreta. Dopo la nascita di un maschietto, cui Maria Montessori dà il nome Mario, depressa perché lasciata sola nel casolare di campagna dove ha accettato di partorire, viene persuasa dalla madre a tornare a Roma per continuare il suo lavoro con i bambini, in vista della preparazione all'esame di scuola elementare.
Confidando ancora nell'amore di Giuseppe Ferruccio Montesano, Maria Montessori gli chiede nuovamente di vedere il bambino, e di sposarla, ma lui rifiuta e le confessa di non voler assumere il ruolo di padre e di non voler rinunciare al ruolo di direttore della clinica finanziata dal ministero, di cui lei è condirettrice. Affranta per il suo rifiuto ma determinata a non abbandonare il bambino, Maria chiede a sua madre di accudirlo ma, sebbene solidale con lei, la madre le dice di non poterlo fare senza il consenso di Giuseppe Ferruccio Montesano, che è il padre legittimo del bambino mentre lei, Maria, per la legge italiana non è nulla.
Intanto Maria Montessori ottiene il plauso delle istituzioni scolastiche per la brillante prova d'esame offerta dai bambini da lei educati e viene nuovamente avvicinata da suo padre che, superato l'iniziale sdegno per la sua maternità illegittima, le fa una delicata e toccante dichiarazione di stima. Rincuorata, Maria Montessori va a casa di Giuseppe Ferruccio Montesano e cerca di persuaderlo, ma qui incontra la madre che, sprezzante, la informa dell'imminente matrimonio del figlio con un'altra donna. Delusa ma decisa a non perdere il suo bambino, Maria Montessori lo va a trovare in campagna dove lo ha affidato ad una balia ma lì scopre che Mario è stato portato altrove dai Montesano.

### Episodio 2
Sconvolta per la scomparsa del figlio Mario Montesano, Maria Montessori affronta Giuseppe per riaverlo ma lui le rivela che il bambino è stato affidato ad una famiglia adottiva e la minaccia di allontanarla per sempre dal figlio se rivelerà pubblicamente la loro relazione.
Moralmente distrutta dagli eventi, Maria decide di rinunciare alla direzione della clinica infantile per dedicarsi alla pedagogia e all'insegnamento ai bambini orfani. Colpito dalle sue dimissioni, Giuseppe, che vedeva in lei anche un pericoloso rivale professionale, le rivela l'indirizzo del figlio affinché possa continuare ad incontrarlo.
Passano dieci anni e la fama del nuovo, rivoluzionario metodo pedagogico di Maria Montessori raggiunge tutta l'Europa e anche gli Stati Uniti; Maria tiene corsi di formazione per futuri insegnanti elementari ed ottiene l'offerta da parte di un ingegnere statale, responsabile della fondazione di un nuovo quartiere a Roma che ospiterà famiglie senzatetto, di creare una scuola secondo i suoi canoni, da lei diretta, dove educare i bambini di strada seguendo il suo metodo. Anche in nome dell'amore per Mario, a cui fa sovente visita ma al quale non può rivelare di essere la madre, Maria Montessori accetta. Nel 1907, all'apertura della scuola, "la Casa del Bambino", Maria Montessori rincontra il dottor Accardi, un funzionario del Ministero per l'Educazione, già conosciuto ai tempi della collaborazione con Giuseppe. Accardi le promette di aiutarla ad ottenere un finanziamento pubblico e, nonostante le difficoltà pratiche e la riluttanza dei bambini all'educazione, "la Casa del Bambino" ottiene un successo internazionale. Così Maria redige il suo metodo ma, per gelosia, l'ingegner Talamo le revoca l'incarico.
Una volta divenuto maggiorenne, Mario capisce che Maria Montessori è sua madre e decide di andare a vivere con lei, come se fosse suo nipote. Maria Montessori ottiene l'affido da Giuseppe con la promessa di mantenere segreta la sua paternità. Delusa intanto per il pallido riconoscimento in patria, Maria con il figlio (che però non viene presentato come tale) raggiunge gli Usa per propagare il suo metodo ma, a San Francisco, Mario si innamora di una giovane donna e decide di non fare ritorno in Italia. All'avvento del fascismo, Accardi, diventato Ministro di Mussolini, le propone l'adozione ufficiale del suo metodo nelle scuole del regime e, sebbene scettica verso il fascismo, lei accetta. Di ritorno dagli Usa, Mario torna a vivere con la madre e si dedica alla lotta antifascista.
Costretta a formare una mediocre classe di futuri insegnanti, perché scelti dal Duce solo in base alla loro fedeltà, Maria decide di rinunciare all'incarico ma Accardi, che alla fine ha scoperto il suo segreto ed anche l'attività antifascista del ragazzo, la minaccia di uno scandalo. Decisa ancora una volta a non piegarsi al ricatto, Maria Montessori, aiutata da un agente a cui insegnò da bambino, riesce a fuggire dall'Italia assieme a Mario, che finalmente chiamerà pubblicamente: "mio figlio".

## Ascolti
| nº | Prima TV       | Telespettatori | Share  |
| -- | -------------- | -------------- | ------ |
| 1  | 28 maggio 2007 | 6.059.000      | 24,47% |
| 2  | 30 maggio 2007 | 8.184.000      | 34,60% |